# Yoshinori Ishigami
Yoshinori Ishigami, född 4 november 1957 i Shizuoka prefektur, Japan, är en japansk tidigare fotbollsspelare.